# Gabriel Zerdahelyi
Gabriel Zerdahely (ur. 16 października 1742 w Nyitraszerdahely, zm. 5 października 1813 w Bańskiej Bystrzycy) – węgierski duchowny katolicki, teolog, drugi biskup ordynariusz bańskobystrzycki od 1800 roku.

## Życiorys
Urodził się w 1742 roku w Nyitraszerdahely w węgierskiej rodzinie arystokratycznej. W młodości odebrał bardzo staranne wykształcenie. Po ukończeniu seminarium duchownego otrzymał święcenia kapłańskie w 1765 roku. W 1780 roku papież Pius VI nominował go biskupem pomocniczym diecezji Vác, przydzielając mu jako tytularną stolicę biskupią Titiopolis.
22 grudnia 1800 roku został prekonizowany na funkcję ordynariusza diecezji bańskobystrzyckiej, zastępując na tym stanowisku księdza Martina Mateovicha, który pełnił przez siedem lat funkcję administratora apostolskiego. Za jego rządów przystąpiono do budowy gmachu seminarium duchownego, jednak ze względów finansowych oddano do użytku w 1807 roku budynek jednokondygnacyjny. Biskup Zerdahely kładł szczególny nacisk na edukację i formację duchową przyszłych kapłanów. Należał do wybitnych kaznodziejów oraz aktywnych teologów. Zmarł w 1813 roku w Bańskiej Bystrzycy.